# Орден Святого Себастьяна в Європі
Орден Святого Себастьяна в Європі — світський орден, неурядова загальноєвропейська організація, заснована 1985 року за ініціативи імператорської династії Габсбурґ-Лотаринґен та Європейського Співтовариства Історичних Стрільців.
Орден Святого Себастьяна в Європі — християнський орден, за основу діяльності та структури якого було обрало форму стародавнього лицарства.

## Діяльність
Орден Св. Себастьяна в Європі був заснований у 1985 році як імператорський орден і тільки голова Будинку династії Габсбурґ-Лотаринґен може бути його Великим Магістром. Першим гросмейстером ордену був Отто фон Габсбурґ.
У серпні 2008 року Отто Габсбурґ, у віці 95 років, після 23 років роботи, передавав всі повноваження, як керівника Ордену, своєму синові Карлу Габсбурґу-Лотаринґен.
Цей Орден тісно пов'язаний організаціями Європейського Співтовариства Історичних Стрільців та Католицькою церквою. Проте Орден відкритий для всіх християн, які сповідують його принципи. ЄСІС об'єднує понад 300 асоціацій з 12 країн Європи. Співтовариство засновано 1955 року як неполітична, неурядова організація, що об'єднує історичних стрільців різних країн.
Девіз лицарів Ордену «PRO DEO PRO EUROPAE CHRISTIANI UNITATE PRO VITA» («За Бога, за єдність Європи, за життя»). Орден виступає за мирний розвиток об'єднаної і християнської Європи. Орден лицарства ґрунтується на багатовіковій традиції охорони історичної спадщини та довкілля в Європі, він виступає за розвитком християнських чеснот та цінностей.
Особиста поведінка індивідуального члена Ордена у всіх сферах суспільства вимагає дотримання саме цих правил. Також Орден дотримується екуменічних принципів та віротерпимості.
Святий Себастьян є покровителем лучників та стрільців.